# Wolfgang Bruneder
Wolfgang Bruneder (* 24. März 1941 in Linz; † 4. Juli 2022 in Gaweinstal) war ein österreichischer Gesangspädagoge und ordentlicher Professor für dieses Fach an der Universität für Musik und darstellende Kunst Wien.

## Leben und Wirken
Bruneder studierte an Universität Wien und der Musikhochschule Wien. Danach war er als Musikerzieher für die Wiener Sängerknaben und das Musikgymnasium Wien tätig. Er arbeitete unter anderem mit dem Wiener Singverein, dem Chor des ORF, dem Chor am Theater an der Wien und dem der Salzburger Festspiele.
In Wien leitete er das Institut Antonio Salieri für Gesang in der Musikpädagogik. Er rief das Internationale Chorseminar in Zell an der Pram ins Leben, das er bis 2003 leitete. 1978 gründete er die Chorvereinigung Schola Cantorum, die er bis 2013 leitete und deren Ehrenchorleiter er bis zu seinem Tod war.

## Auszeichnungen
- Großes Goldenes Ehrenzeichen für Verdienste um das Bundesland Niederösterreich (2014)